# Jan van Deth

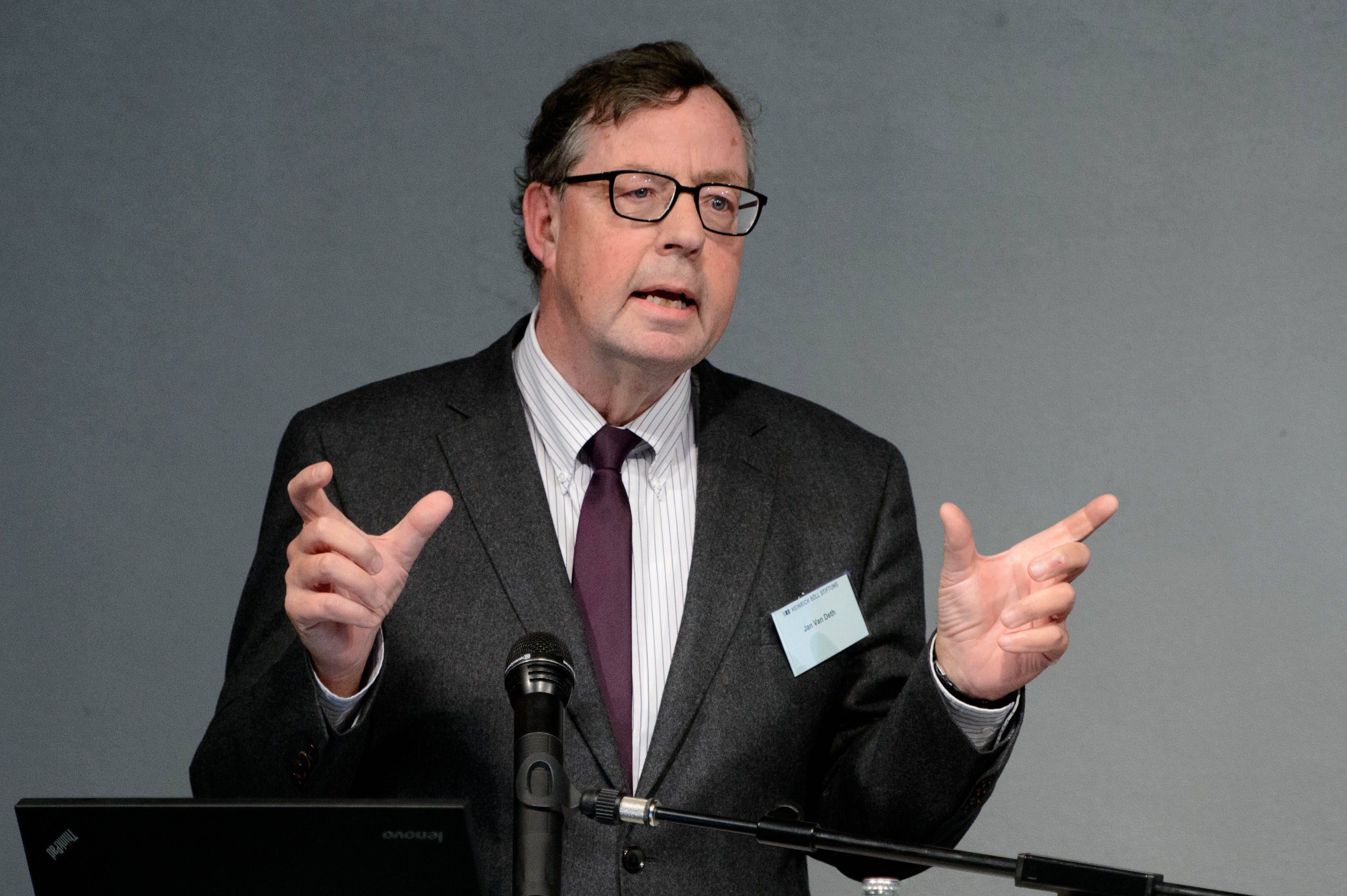
Jan van Deth, 2013

Jan Willem van Deth (* 27. Mai 1950 in Utrecht) ist ein niederländischer Politikwissenschaftler. Er hat seit 1995 den Lehrstuhl für Politische Wissenschaft und International Vergleichende Sozialforschung an der Universität Mannheim inne.

## Leben
Van Deth studierte von 1969 bis 1974 Maschinenbau in Utrecht, sowie im Anschluss von 1974 bis 1979 Politikwissenschaft an der Universität von Amsterdam. 1984 erhielt er seinen Ph.D. in Politikwissenschaft an der Universität Twente. Von 1989 bis 1994 bekleidete er einen Lehrstuhl an der Universität Nijmegen, anschließend wechselte er nach Mannheim.
Van Deth ist seit 2001 Sprecher des deutschen Koordinationsteams für den European Social Survey. Von 1999 bis 2001 war er Direktor des Mannheimer Zentrums für Europäische Sozialforschung. Zu seinen Forschungsschwerpunkten gehören unter anderem politische Orientierungen und politische Partizipation.

## Werke (Auswahl)

### Herausgeberschaften
- 1997: Private Groups and Public Life. Social Participation, Voluntary Associations and Political Involvement in Representative Democracies. London/New York.
- 1998: Comparative Politics: The Problem of Equivalence. London/New York.
- 2002: Das Ende der politisierten Sozialstruktur? mit Frank Brettschneider und Edeltraud Roller. Opladen.
- 2004: Deutschland in Europa. Wiesbaden.
- 2007: Citizenship and Involvement in European Democracies. A comparative analysis. mit José Ramón Montero und Anders Westholm. London/New York.

### Monographien
- 2002: Sozialkapital und Demokratie. Zivilgesellschaftliche Ressourcen im Vergleich. mit Oscar W. Gabriel, Volker Kunz und Sigrid Roßteutscher. Wien.
- 2005: Foundations of comparative politics. Democracies of the modern world. mit Ken Newton. Cambridge.
- 2007: Kinder und Politik. Politische Einstellungen von jungen Kindern im ersten Grundschuljahr. mit Simone Abendschön, Julia Rathke und Meike Vollmar. Wiesbaden.